# دوسر (مقاطعة دورود)
دوسر (بالفارسية: دوسر) هي قرية تقع في قسم تشالانتشولان الريفي (مقاطعة دورود) في إيران. يقدر عدد سكانها بـ 235 نسمة بحسب إحصاء 2016.